# Großer Preis von Monaco 1973
Der Große Preis von Monaco 1973 (offiziell XXXI Grand Prix de Monaco) fand am 3. Juni auf dem Circuit de Monaco in Monte Carlo statt und war das sechste Rennen der Automobil-Weltmeisterschaft 1973.

## Berichte

### Hintergrund
Nach umfangreichen Umbauarbeiten präsentierte sich der Kurs von Monaco mit einem neuen Tunnel, erweiterten Boxenanlagen und einer neuen Sektion im Bereich des Schwimmbades. Aufgrund dessen fand das Rennen ausnahmsweise erst Anfang Juni statt, nachdem in den Jahren zuvor meist ein Termin im Mai festgelegt worden war.
Das Starterfeld wurde um zwei March-Kundenfahrzeuge erweitert, in denen David Purley und James Hunt an diesem Wochenende ihr Formel-1-Debüt absolvierten. Außerdem schickte die Scuderia Ferrari erstmals seit dem Großen Preis von Südafrika wieder zwei Wagen ins Rennen. Somit wurden erstmals in dieser Saison 26 Fahrzeuge für einen Grand Prix gemeldet.

### Training
Jackie Stewart qualifizierte sich für die Pole-Position und Ronnie Peterson für den zweiten Platz in der ersten Reihe. Dahinter reihten sich Denis Hulme, François Cevert, Emerson Fittipaldi und Niki Lauda ein. Für den Österreicher war dies die bis dato beste Startposition seiner Karriere.
George Follmer beschädigte seinen Shadow im Zuge einer Kollision mit Arturo Merzario im Samstags-Training so stark, dass er auf die Teilnahme am Rennen verzichten musste.

### Rennen
Cevert ging aus der zweiten Reihe in Führung, behielt sie jedoch nur eine Runde, da er sich im zweiten Umlauf drehte und das gesamte Feld vorbeiziehen lassen musste. Peterson gelang es daraufhin, an der Spitze einen Vorsprung herzustellen und auszubauen, da der zweitplatzierte Clay Regazzoni den Rest des Feldes aufzuhalten schien. Keiner der eigentlich schnelleren Piloten hinter ihm gelangte auf dem engen und winkligen Kurs an ihm vorbei, bis er in der sechsten Runde einen Fehler beging und in der Hafenschikane die Auslaufzone benutzen musste. Dadurch kam Stewart auf den zweiten Rang und schloss rasch zu Peterson auf, der inzwischen von Problemen mit der Benzineinspritzung geplagt wurde und schließlich bis auf den sechsten Rang zurückfiel.
Stewart lag nun vor Emerson Fittipaldi und Lauda, der sich bis zu einem Getriebeschaden in Runde 25 auf diesem Platz hielt. Nachdem auch Jacky Ickx in Runde 45 wegen technischer Probleme aufgeben musste, belegte Wilson Fittipaldi für einige Runden den dritten Rang direkt hinter seinem Bruder. In Runde 71 schied er allerdings wegen einer Undichtigkeit im Kraftstoffsystem aus. Der letzte Platz auf dem Podium ging letztendlich an Peterson. Cevert hatte sich unterdessen wieder vom Ende des Feldes bis auf den vierten Rang nach vorn gearbeitet.
Neuling Hunt beeindruckte mit einer guten Leistung. Wenn er nicht wenige Runden vor Schluss wegen eines Motorschadens hätte aufgeben müssen, wäre er direkt in seinem ersten Rennen mit einem WM-Punkt belohnt worden.

## Meldeliste
| Team                           | Nr. | Fahrer               | Chassis          | Motor                    | Reifen |
| ------------------------------ | --- | -------------------- | ---------------- | ------------------------ | ------ |
| John Player Team Lotus         | 01  | Emerson Fittipaldi   | Lotus 72E        | Ford Cosworth DFV 3.0 V8 | G      |
| John Player Team Lotus         | 02  | Ronnie Peterson      | Lotus 72E        | Ford Cosworth DFV 3.0 V8 | G      |
| Scuderia Ferrari SpA SEFAC     | 03  | Jacky Ickx           | Ferrari 312B3    | Ferrari 001/11 3.0 F12   | G      |
| Scuderia Ferrari SpA SEFAC     | 04  | Arturo Merzario      | Ferrari 312B3    | Ferrari 001/11 3.0 F12   | G      |
| Elf Team Tyrrell               | 05  | Jackie Stewart       | Tyrrell 006      | Ford Cosworth DFV 3.0 V8 | G      |
| Elf Team Tyrrell               | 06  | François Cevert      | Tyrrell 006      | Ford Cosworth DFV 3.0 V8 | G      |
| Yardley Team McLaren           | 07  | Denis Hulme          | McLaren M23      | Ford Cosworth DFV 3.0 V8 | G      |
| Yardley Team McLaren           | 08  | Peter Revson         | McLaren M23      | Ford Cosworth DFV 3.0 V8 | G      |
| Ceramica Pagnossin Team        | 09  | Andrea de Adamich    | Brabham BT37     | Ford Cosworth DFV 3.0 V8 | G      |
| Motor Racing Developments      | 10  | Carlos Reutemann     | Brabham BT42     | Ford Cosworth DFV 3.0 V8 | G      |
| Motor Racing Developments      | 11  | Wilson Fittipaldi    | Brabham BT42     | Ford Cosworth DFV 3.0 V8 | G      |
| Embassy Racing                 | 12  | Graham Hill          | Shadow DN1       | Ford Cosworth DFV 3.0 V8 | G      |
| STP March Racing Team          | 14  | Jean-Pierre Jarier   | March 731        | Ford Cosworth DFV 3.0 V8 | G      |
| Clarke-Mordaunt-Guthrie Racing | 15  | Mike Beuttler        | March 731        | Ford Cosworth DFV 3.0 V8 | G      |
| UOP Shadow Racing Team         | 16  | George Follmer       | Shadow DN1       | Ford Cosworth DFV 3.0 V8 | G      |
| UOP Shadow Racing Team         | 17  | Jackie Oliver        | Shadow DN1       | Ford Cosworth DFV 3.0 V8 | G      |
| LEC Refrigeration Racing       | 18  | David Purley         | March 731        | Ford Cosworth DFV 3.0 V8 | G      |
| Marlboro B.R.M.                | 19  | Clay Regazzoni       | BRM P160E        | BRM P142 3.0 V12         | F      |
| Marlboro B.R.M.                | 20  | Jean-Pierre Beltoise | BRM P160E        | BRM P142 3.0 V12         | F      |
| Marlboro B.R.M.                | 21  | Niki Lauda           | BRM P160E        | BRM P142 3.0 V12         | F      |
| Martini Racing Team            | 22  | Chris Amon           | Tecno PA123/6    | Tecno Series-P 3.0 F12   | F      |
| Brooke Bond Oxo Team Surtees   | 23  | Mike Hailwood        | Surtees TS14A    | Ford Cosworth DFV 3.0 V8 | F      |
| Brooke Bond Oxo Team Surtees   | 24  | Carlos Pace          | Surtees TS14A    | Ford Cosworth DFV 3.0 V8 | F      |
| Frank Williams Racing Cars     | 25  | Howden Ganley        | Iso-Marlboro IR2 | Ford Cosworth DFV 3.0 V8 | F      |
| Frank Williams Racing Cars     | 26  | Nanni Galli          | Iso-Marlboro IR1 | Ford Cosworth DFV 3.0 V8 | F      |
| Hesketh Racing                 | 27  | James Hunt           | March 731        | Ford Cosworth DFV 3.0 V8 | F      |

## Klassifikationen

### Startaufstellung
| Pos. | Fahrer               | Konstrukteur | Zeit   | Ø-Geschwindigkeit | Start |
| ---- | -------------------- | ------------ | ------ | ----------------- | ----- |
| 01   | Jackie Stewart       | Tyrrell-Ford | 1:27,5 | 134,866 km/h      | 01    |
| 02   | Ronnie Peterson      | Lotus-Ford   | 1:27,7 | 134,559 km/h      | 02    |
| 03   | Denis Hulme          | McLaren-Ford | 1:27,8 | 134,405 km/h      | 03    |
| 04   | François Cevert      | Tyrrell-Ford | 1:27,9 | 134,253 km/h      | 04    |
| 05   | Emerson Fittipaldi   | Lotus-Ford   | 1:28,1 | 133,948 km/h      | 05    |
| 06   | Niki Lauda           | B.R.M.       | 1:28,5 | 133,342 km/h      | 06    |
| 07   | Jacky Ickx           | Ferrari      | 1:28,7 | 133,042 km/h      | 07    |
| 08   | Clay Regazzoni       | B.R.M.       | 1:28,9 | 132,742 km/h      | 08    |
| 09   | Wilson Fittipaldi    | Brabham-Ford | 1:28,9 | 132,742 km/h      | 09    |
| 10   | Howden Ganley        | Iso-Ford     | 1:29,0 | 132,593 km/h      | 10    |
| 11   | Jean-Pierre Beltoise | B.R.M.       | 1:29,0 | 132,593 km/h      | 11    |
| 12   | Chris Amon           | Tecno        | 1:29,3 | 132,148 km/h      | 12    |
| 13   | Mike Hailwood        | Surtees-Ford | 1:29,4 | 132,000 km/h      | 13    |
| 14   | Jean-Pierre Jarier   | March-Ford   | 1:29,4 | 132,000 km/h      | 14    |
| 15   | Peter Revson         | McLaren-Ford | 1:29,4 | 132,000 km/h      | 15    |
| 16   | Arturo Merzario      | Ferrari      | 1:29,5 | 131,853 km/h      | 16    |
| 17   | Carlos Pace          | Surtees-Ford | 1:29,6 | 131,705 km/h      | 17    |
| 18   | James Hunt           | March-Ford   | 1:29,9 | 131,266 km/h      | 18    |
| 19   | Carlos Reutemann     | Brabham-Ford | 1:30,1 | 130,974 km/h      | 19    |
| 20   | George Follmer       | Shadow-Ford  | 1:30,4 | 130,540 km/h      | DNS   |
| 21   | Mike Beuttler        | March-Ford   | 1:31,0 | 129,679 km/h      | 20    |
| 22   | Nanni Galli          | Iso-Ford     | 1:31,1 | 129,537 km/h      | 21    |
| 23   | Jackie Oliver        | Shadow-Ford  | 1:31,2 | 129,395 km/h      | 22    |
| 24   | David Purley         | March-Ford   | 1:31,9 | 128,409 km/h      | 23    |
| 25   | Graham Hill          | Shadow-Ford  | 1:31,9 | 128,409 km/h      | 24    |
| 26   | Andrea de Adamich    | Brabham-Ford | 1:32,1 | 128,130 km/h      | 25    |

### Rennen
| Pos. | Fahrer               | Konstrukteur | Runden | Stopps | Zeit       | Start | Schnellste Runde |
| ---- | -------------------- | ------------ | ------ | ------ | ---------- | ----- | ---------------- |
| 01   | Jackie Stewart       | Tyrrell-Ford | 78     | 0      | 1:57:44,3  | 01    | 1:28,8           |
| 02   | Emerson Fittipaldi   | Lotus-Ford   | 78     | 0      | + 1,3      | 05    | 1:28,1 (78.)     |
| 03   | Ronnie Peterson      | Lotus-Ford   | 77     | 0      | + 1 Runde  | 02    | 1:29,4           |
| 04   | François Cevert      | Tyrrell-Ford | 77     | 0      | + 1 Runde  | 04    | 1:29,0           |
| 05   | Peter Revson         | McLaren-Ford | 76     | 0      | + 2 Runden | 15    | 1:31,4           |
| 06   | Denis Hulme          | McLaren-Ford | 76     | 1      | + 2 Runden | 03    | 1:29,0           |
| 07   | Andrea de Adamich    | Brabham-Ford | 75     | 0      | + 3 Runden | 25    | 1:32,0           |
| 08   | Mike Hailwood        | Surtees-Ford | 75     | 1      | + 3 Runden | 13    | 1:30,6           |
| 09   | James Hunt           | March-Ford   | 73     | 0      | DNF        | 18    | 1:31,7           |
| 10   | Jackie Oliver        | Shadow-Ford  | 72     | 0      | + 6 Runden | 22    | 1:33,8           |
| 11   | Wilson Fittipaldi    | Brabham-Ford | 71     | 0      | DNF        | 09    | 1:29,8           |
| –    | Jean-Pierre Jarier   | March-Ford   | 67     | 0      | DNF        | 14    | 1:31,0           |
| –    | Graham Hill          | Shadow-Ford  | 62     | 0      | DNF        | 24    | 1:34,0           |
| –    | Arturo Merzario      | Ferrari      | 58     | 0      | DNF        | 16    | 1:31,4           |
| –    | Carlos Reutemann     | Brabham-Ford | 46     | 0      | DNF        | 19    | 1:31,3           |
| –    | Jacky Ickx           | Ferrari      | 44     | 0      | DNF        | 07    | 1:30,1           |
| –    | Howden Ganley        | Iso-Ford     | 41     | 0      | DNF        | 10    | 1:30,1           |
| –    | Jean-Pierre Beltoise | B.R.M.       | 39     | 0      | DNF        | 11    | 1:30,4           |
| –    | Carlos Pace          | Surtees-Ford | 31     | 0      | DNF        | 17    | 1:30,9           |
| –    | David Purley         | March-Ford   | 31     | 0      | DNF        | 23    | 1:30,2           |
| –    | Nanni Galli          | Iso-Ford     | 30     | 0      | DNF        | 21    | 1:32,9           |
| –    | Niki Lauda           | B.R.M.       | 24     | 0      | DNF        | 06    | 1:30,4           |
| –    | Chris Amon           | Tecno        | 22     | 1      | DNF        | 12    | 1:31,9           |
| –    | Clay Regazzoni       | B.R.M.       | 15     | 1      | DNF        | 08    | 1:33,6           |
| –    | Mike Beuttler        | March-Ford   | 3      | 0      | DNF        | 20    |                  |

## WM-Stände nach dem Rennen
Die ersten sechs des Rennens bekamen 9, 6, 4, 3, 2 bzw. 1 Punkt(e). In der Konstrukteurswertung zählten nur die Punkte des bestplatzierten Fahrers eines Teams. Es zählten nur die besten sieben Ergebnisse aus den ersten acht Rennen und die besten sechs aus den letzten sieben Rennen.

### Fahrerwertung
| Pos. | Fahrer               | Konstrukteur                | Punkte |
| ---- | -------------------- | --------------------------- | ------ |
| 01   | Emerson Fittipaldi   | Lotus-Ford                  | 41     |
| 02   | Jackie Stewart       | Tyrrell-Ford                | 37     |
| 03   | François Cevert      | Tyrrell-Ford                | 21     |
| 04   | Peter Revson         | McLaren-Ford                | 11     |
| 05   | Denis Hulme          | McLaren-Ford                | 10     |
| 06   | Arturo Merzario      | Ferrari                     | 6      |
| 07   | George Follmer       | Shadow-Ford                 | 5      |
| 08   | Jacky Ickx           | Ferrari                     | 5      |
| 09   | Ronnie Peterson      | Lotus-Ford                  | 4      |
| 10   | Andrea de Adamich    | Surtees-Ford / Brabham-Ford | 3      |
| 11   | Jean-Pierre Beltoise | B.R.M.                      | 2      |
| 12   | Niki Lauda           | B.R.M.                      | 2      |
| 13   | Wilson Fittipaldi    | Brabham-Ford                | 1      |
| 14   | Clay Regazzoni       | B.R.M.                      | 1      |
| 15   | Chris Amon           | Tecno                       | 1      |
| 16   | Mike Beuttler        | March-Ford                  | 0      |

| Pos. | Fahrer             | Konstrukteur | Punkte |
| ---- | ------------------ | ------------ | ------ |
| 17   | Howden Ganley      | Iso-Ford     | 0      |
| 18   | Carlos Reutemann   | Brabham-Ford | 0      |
| 19   | Henri Pescarolo    | March-Ford   | 0      |
| 20   | Carlos Pace        | Surtees-Ford | 0      |
| 21   | Mike Hailwood      | Surtees-Ford | 0      |
| 22   | Nanni Galli        | Iso-Ford     | 0      |
| 23   | Jody Scheckter     | McLaren-Ford | 0      |
| 24   | Graham Hill        | Shadow-Ford  | 0      |
| 25   | James Hunt         | March-Ford   | 0      |
| 26   | Jackie Oliver      | Shadow-Ford  | 0      |
| 27   | Luiz Bueno         | Surtees-Ford | 0      |
| –    | Jean-Pierre Jarier | March-Ford   | 0      |
| –    | Eddie Keizan       | Tyrrell-Ford | 0      |
| –    | Jackie Pretorius   | Iso-Ford     | 0      |
| –    | Dave Charlton      | Lotus-Ford   | 0      |
| –    | David Purley       | March-Ford   | 0      |

### Konstrukteurswertung
| Pos. | Konstrukteur | Punkte |
| ---- | ------------ | ------ |
| 01   | Tyrrell-Ford | 45     |
| 02   | Lotus-Ford   | 41     |
| 03   | McLaren-Ford | 17     |
| 04   | Ferrari      | 9      |
| 05   | Shadow-Ford  | 5      |
| 06   | B.R.M.       | 5      |

| Pos. | Konstrukteur | Punkte |
| ---- | ------------ | ------ |
| 07   | Brabham-Ford | 4      |
| 08   | Tecno        | 1      |
| 09   | March-Ford   | 0      |
| 10   | Iso-Ford     | 0      |
| 11   | Surtees-Ford | 0      |